# Дімо Кристев
Дімо Кристев (болг. Димо Кръстев, нар. 10 лютого 2003, Бургас) — болгарський футболіст, захисник італійського клубу «Фіорентина» та національної збірної Болгарії.

## Клубна кар'єра
Народився 10 лютого 2003 року в місті Бургас. Вихованець юнацької команди «Нефтохімік» з рідного міста. У дорослому футболі дебютував 2017 року виступами за основну команду у віці 15 років, в якій провів два сезони, взявши участь у 5 матчах чемпіонату.
8 березня 2019 року уклав контракт з італійською «Фіорентиною», де із молодіжною командою тричі поспіль ставав володарем молодіжного Кубка Італії (2019/20, 2020/21, 2021/22) та виграв молодіжний Суперкубок у 2021 році. Так і не пробившись до основної команди «фіалок», з 2023 по 2025 рік грав на правах оренди у складі нижчолігових команд «Катандзаро», «Феральпісало» та «Тернана», але ніде основним гравцем теж не став.

## Виступи за збірні
2018 року дебютував у складі юнацької збірної Болгарії (U-17), згодом виступав за команду до 19 років.
Протягом 2021–2022 років залучався до складу молодіжної збірної Болгарії. На молодіжному рівні зіграв у 6 офіційних матчах.
16 листопада 2022 року дебютував в офіційних іграх у складі національної збірної Болгарії в товариському матчі проти Кіпру (2:0), відігравши увесь матч.
| Дата       | Місто     | Господарі  | Результат | Гості    | Турнір            | Голи | Примітки |
| ---------- | --------- | ---------- | --------- | -------- | ----------------- | ---- | -------- |
| 16-11-2022 | Нікосія   | Кіпр       | 0 – 2     | Болгарія | товариський матч  | -    |          |
| 7-9-2023   | Пловдив   | Болгарія   | 0 – 1     | Іран     | товариський матч  | -    | 8' 69'   |
| 10-9-2023  | Подгориця | Чорногорія | 2 – 1     | Болгарія | Відбір до ЧЄ 2024 | -    |          |
| Усього     |           | Матчів     | 3         |          | Голів             | 0    |          |

## Особисте життя
Його батько, Ніколай Кристев, також був футболістом і виступав за збірну. Також Дімо має молодшого брата Андрея, що теж став футболістом.